# Мейссонье, Жюст-Орель
Жюст-Орель Мейссонье (фр. Juste-Aurèle Meissonnier, 1695 — 31 июля 1750) — французский архитектор-декоратор, рисовальщик-орнаменталист и гравёр, скульптор и ювелир стиля рококо.

## Биография
Родился в Италии, в Турине, в семье скульптора и ювелира из Прованса. В 1720 году, вероятно, по рекомендации своего сверстника, гравёра Габриэля Юкье, приехал в поисках работы в Париж. В 1724 году его имя уже упоминается среди придворных ювелиров французского короля Людовика XV. В 1726 году вместо скончавшегося Жана Берена Младшего получил должность и звание «Рисовальщика комнаты и кабинета Короля» (Dessinateur de la chambre et du cabinet du Roi), а также «Оформителя праздников и похоронных процессий» (Les Pompes funèbres et galantes) и «Королевского ювелира» (Orfèvre du Roi).
Мейссонье прославился главным образом рисунками оформления интерьеров, мебели, изделий из серебра, бронзы, в которых довёл формы рокайля до предела изощрённой вычурности и асимметрии. Являясь одним из зачинателей стиля рококо во Франции, он же исчерпал его выразительные возможности. Собратья по профессии говорили, что после Мейссонье в этом стиле делать больше нечего. Тем не менее, по рисункам этого замечательного художника работала целая армия ювелиров, мебельщиков, лепщиков, бронзовщиков. Безудержная фантазия и работоспособность Мейссонье воплотились в созданных им «Книге орнаментов в тридцати выпусках» (Livres d’ornements en trente pièces) и «Орнаментов в хронологическом порядке» (Ornements de la carte chronologique), а также и в других альбомах рисунков, награвированных в 1730-х годах Габриэлем Юкье.
Мейссонье выполнял заказы королевских дворов Испании, Португалии, Польши. Характерный стиль рисунков Мейссонье, также как и Ж.-М.Оппенора, Н. Пино, иногда называют «стиль пикчуреск» (живописный), хотя этот термин в современной историографии имеет другое значение. Учеником Мейссонье был ювелир и гравёр Жак Ретье Третий.

## Галерея
- Проект оформления Салона дворца Чарторыйских в Пулавах. 1732. Офорт П.-Э. Бабеля
- Фантазия. Гравюра Г. Юкье по рисунку Ж.-О. Мейссонье. 1747—1750
- Причуда. Гравюра Г. Юкье по рисунку Ж.-О. Мейссонье. 1747—1750
- Канапе. Гравюра Г. Юкье по рисунку Ж.-О. Мейссонье. 1735
- Стенные часы. Гравюра Г. Юкье по рисунку Ж.-О. Мейссонье. Ок. 1742—1748